# Ellsworth Kelly
Ellsworth Kelly (Newburgh, Nueva York; 31 de mayo de 1923-Manhattan, Nueva York; 27 de diciembre de 2015) fue un escultor y pintor abstracto estadounidense célebre por sus experimentaciones cromáticas. 

## Infancia

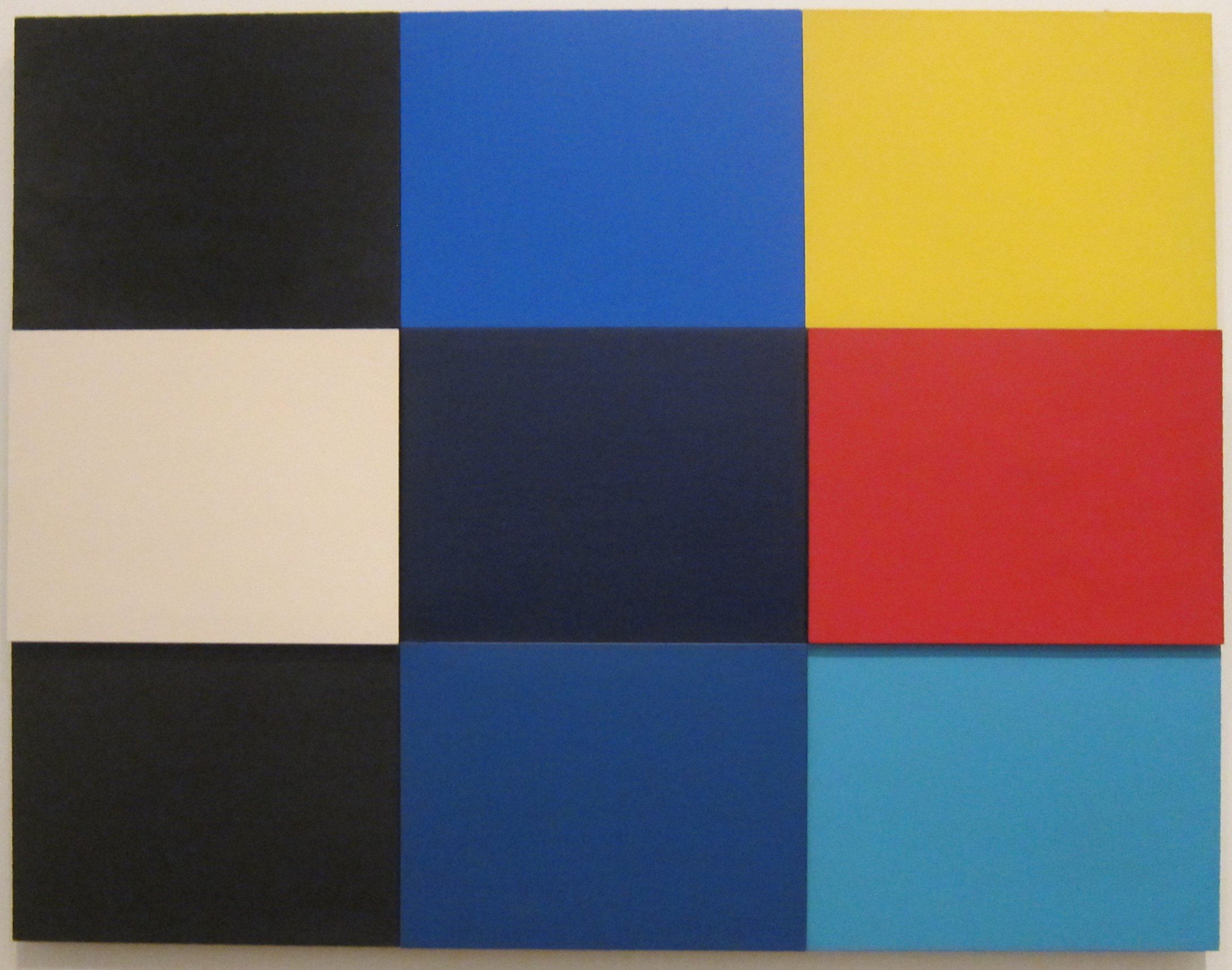
Méditerannée, óleo sobre tabla, por Ellsworth Kelly, 1952, Tate Modern

Kelly que fue el segundo hijo de los tres hijos de Allan Howe Kelly y Florence Rose Elizabeth (Githens) Kelly, nació en Newburgh, Nueva York, aproximadamente a 60 millas al norte de la ciudad de Nueva York. Su padre era un ejecutivo de una compañía de seguros de ascendencia escocesa-irlandesa y alemana. Su madre era una exmaestra de escuela de alemán. Su familia se mudó de Newburgh a Oradell, Nueva Jersey, una ciudad de unos 7.500 habitantes. Su familia vivía cerca del embalse de Oradell, donde su abuela paterna lo introdujo en la ornitología cuando tenía ocho o nueve años.
Allí desarrolló su pasión por la forma y el color. John James Audubon tuvo una influencia particularmente fuerte en el trabajo de Kelly a lo largo de su carrera. El autor Eugene Goossen especuló que las pinturas de dos y tres colores (como Three Panels: Red Yellow Blue, I 1963) por las que Kelly es tan conocido se pueden remontar a su observación de las aves y su estudio de los dos y tres pájaros de colores que veía con tanta frecuencia a una edad temprana. Kelly ha dicho que a menudo estaba solo cuando era niño y se convirtió en algo así como un "solitario". Tuvo un ligero tartamudeo que persistió en su adolescencia.

## Formación
Kelly asistió a una escuela pública, donde las clases de arte destacaron los materiales y buscaron desarrollar la "imaginación artística". Este plan de estudios era típico de la tendencia más amplia en la educación que había surgido de las teorías de educación progresiva promulgadas por el Colegio de Profesores de la Universidad de Columbia, en la que el pintor modernista estadounidense Arthur Wesley Dow había enseñado. Aunque sus padres se mostraron reacios a apoyar el entrenamiento artístico de Kelly, un maestro de escuela lo alentó a ir más allá. Como sus padres solo pagaban por la capacitación técnica, Kelly estudió primero en el Pratt Institute en Brooklyn, al que asistió desde 1941 hasta que fue incluido en el Ejército el día de Año Nuevo de 1943. 

## Servicio Militar
Al ingresar al servicio militar de los Estados Unidos en 1943, Kelly solicitó ser asignado al 603.º Batallón de Camuflaje de Ingenieros, que incorporó a muchos artistas. Fue admitido en Fort Dix, Nueva Jersey y enviado a Camp Hale, Colorado, donde entrenó con tropas de esquí de montaña. Nunca antes había esquiado. De seis a ocho semanas más tarde, fue trasladado a Fort Meade, Maryland. Durante la Segunda Guerra Mundial, se desempeñó junto a otros artistas y diseñadores en una unidad de engaño conocida como The Ghost Army. Los soldados fantasmas utilizaron tanques inflables, camiones y otros subterfugios para engañar a las fuerzas del Eje sobre la dirección y disposición de las fuerzas Aliadas. Su exposición al camuflaje militar durante el tiempo que sirvió se convirtió en parte de su entrenamiento de arte básico. Kelly sirvió en la unidad desde 1943 hasta el final de la fase europea de la guerra.

## Formación de posguerra
Kelly usó el servicio para veteranos de guerra G.I. Bill para estudiar de 1946 a 1947 en la Escuela del Museo de Bellas Artes de Boston, donde aprovechó las colecciones del museo, y luego en la Escuela Nacional Superior de Bellas Artes de París. Mientras estuvo en Boston expuso en su primera exposición colectiva en la Galería Boris Mirski y dio clases de arte en el Norfolk House Center en Roxbury.
Mientras estaba en París, Kelly estableció su estética. Asistió a clases con poca frecuencia, pero se sumergió en los ricos recursos artísticos de la capital francesa. Había escuchado una conferencia de Max Beckmann sobre el artista francés Paul Cézanne en 1948 y se mudó a París ese año. Allí se encontró con sus compatriotas estadounidenses John Cage y Merce Cunningham, experimentando en música y danza, respectivamente; el artista surrealista francés Jean Arp; y el escultor abstracto Constantin Brâncuși, cuya simplificación de las formas naturales tuvo un efecto duradero en él.
También coincidió con Carmen Herrera, Haywood Bill Rivers, Zao Wou-Ki, Wols, Van Velde, Poliakoff, Maria Helena Vieira da Silva y los españoles Palazuelo, Canogar y Sempere. La experiencia de artistas visitantes como Alberto Magnelli, Francis Picabia, Alberto Giacometti y Georges Vantongerloo en sus estudios fue transformadora.

## Carrera
Después de estar en el extranjero durante seis años, el francés de Kelly todavía era pobre y solo había vendido una pintura. En 1953 fue expulsado de su estudio y regresó a América al año siguiente. Después de leer una reseña de una exhibición de Ad Reinhardt, un artista cuyo trabajo sentía relacionado con su trabajo, se había interesado en él. A su regreso a Nueva York, encontró que el mundo del arte era "muy difícil". Aunque Kelly ahora se considera un innovador esencial y un contribuyente al movimiento artístico estadounidense, para muchos fue difícil encontrar la conexión entre el arte de Kelly y las tendencias estilísticas dominantes.
En mayo de 1956, Kelly tuvo su primera exposición en Nueva York en la galería de Betty Parsons. Su arte era considerado más europeo de lo que era popular en Nueva York en ese momento. Expuso nuevamente en su galería en el otoño de 1957. Tres de sus piezas: Atlantic, Bar y Painting in Three Panels, fueron seleccionadas y mostradas en la exhibición del Museo Whitney de Arte Norteamericano, "Young America 1957". Sus piezas fueron consideradas radicalmente diferentes de las otras veintinueve obras de artistas. La pintura en tres paneles, por ejemplo, fue particularmente destacada; en ese momento, los críticos lo cuestionaron al crear una obra a partir de tres lienzos. Por ejemplo, Michael Plante ha dicho que, en la mayoría de los casos, las piezas de paneles múltiples de Kelly estaban apretadas debido a las restricciones de instalación, lo que redujo la interacción entre las piezas y la arquitectura de la sala.
Finalmente, Kelly se mudó de Coenties Slip, donde a veces compartía un estudio con su amiga artista Agnes Martin, en el noveno piso del gran estudio / cooperativa Hotel des Artistes en 27 West 67th Street.
Kelly dejó la ciudad de Nueva York para dirigirse a Spencertown en 1970 y su compañero, el fotógrafo Jack Shear, se unió a él allí en 1984. Desde 2001 hasta su muerte, Kelly trabajó en un estudio de 20.000 pies cuadrados en Spencertown reconfigurado y ampliado por el arquitecto Richard Gluckman. Kelly y Shear se mudaron en 2005 a la residencia que compartieron hasta la muerte del pintor, una casa colonial revestida de madera construida alrededor de 1815. Shear es el director de la Fundación Ellsworth Kelly.
En 2014, Kelly organizó una exhibición de dibujos de Matisse en el Mount Holyoke College Art Museum en South Hadley, Massachusetts. En 2015 fue el comisario de la exposición "Monet / Kelly" en el Clark Art Institute.
Kelly murió en Spencertown, Nueva York el 27 de diciembre de 2015, a los 92 años.

### Pintura
Mientras estuvo en París, Kelly continuó pintando la figura, pero en mayo de 1949 realizó sus primeras pinturas abstractas. Al observar cómo se dispersaba la luz en la superficie del agua, pintó Seine (1950), hecho de rectángulos blancos y negros dispuestos al azar. En 1951 comenzó una serie de ocho collages titulados Spectrum Colors Arranged by Chance I to VIII. Los creó utilizando hojas de papel numeradas; cada uno referido a un color, uno de dieciocho tonos diferentes que colocará en una cuadrícula de 40 pulgadas por 40 pulgadas. En cada uno de los ocho collages empleó un proceso diferente. 
Muchas de sus pinturas de la década de 1950 consisten simplemente en una única mancha abstracta y muy definida de un color brillante sobre fondo neutro. El descubrimiento de Kelly en 1952 del trabajo tardío de Monet le infundió una nueva libertad de expresión pictórica: comenzó a trabajar en formatos extremadamente grandes y exploró los conceptos de serialidad y pinturas monocromáticas. Como pintor trabajó desde entonces en un modo exclusivamente abstracto. A fines de la década de 1950, su pintura destacaba la forma y las masas planas (a menudo asumiendo formatos no rectilíneos). Su trabajo de este período también proporcionó un puente útil desde la vanguardia de la abstracción geométrica estadounidense de los años 1930 y principios de los 40 hasta el minimalismo y el arte reductivo de mediados de los 60 y 70. La pintura en relieve de Kelly, Blue Tablet (1962), por ejemplo, se incluyó en la exposición seminal de 1963, Hacia una nueva abstracción, en el Museo Judío.
Durante la década de 1960 comenzó a trabajar con lienzos de ángulo irregular y realizó algunas obras que se hallan entre las primeras de formato irregular, en las que el lienzo se extiende sobre un marco tridimensional para crear la forma deseada. Yellow Piece (1966), el primer lienzo con forma del artista, representa la ruptura fundamental de Kelly con el soporte rectangular y su redefinición de la relación figura / fondo de la pintura. Con sus esquinas curvas y un color único que lo abarca todo, el lienzo en sí mismo se convierte en la composición, transformando el muro detrás de él en el fondo de la imagen.
En la década de 1970, añadió formas curvas a su repertorio. Green White (1968) marca el debut del triángulo en la obra de Kelly, una forma que es recurrente a lo largo de su carrera; la pintura se compone de dos lienzos monocromáticos con formas distintas, que se instalan uno encima del otro: un trapecio verde a gran escala invertido se coloca verticalmente sobre un triángulo blanco más pequeño, formando una nueva composición geométrica.

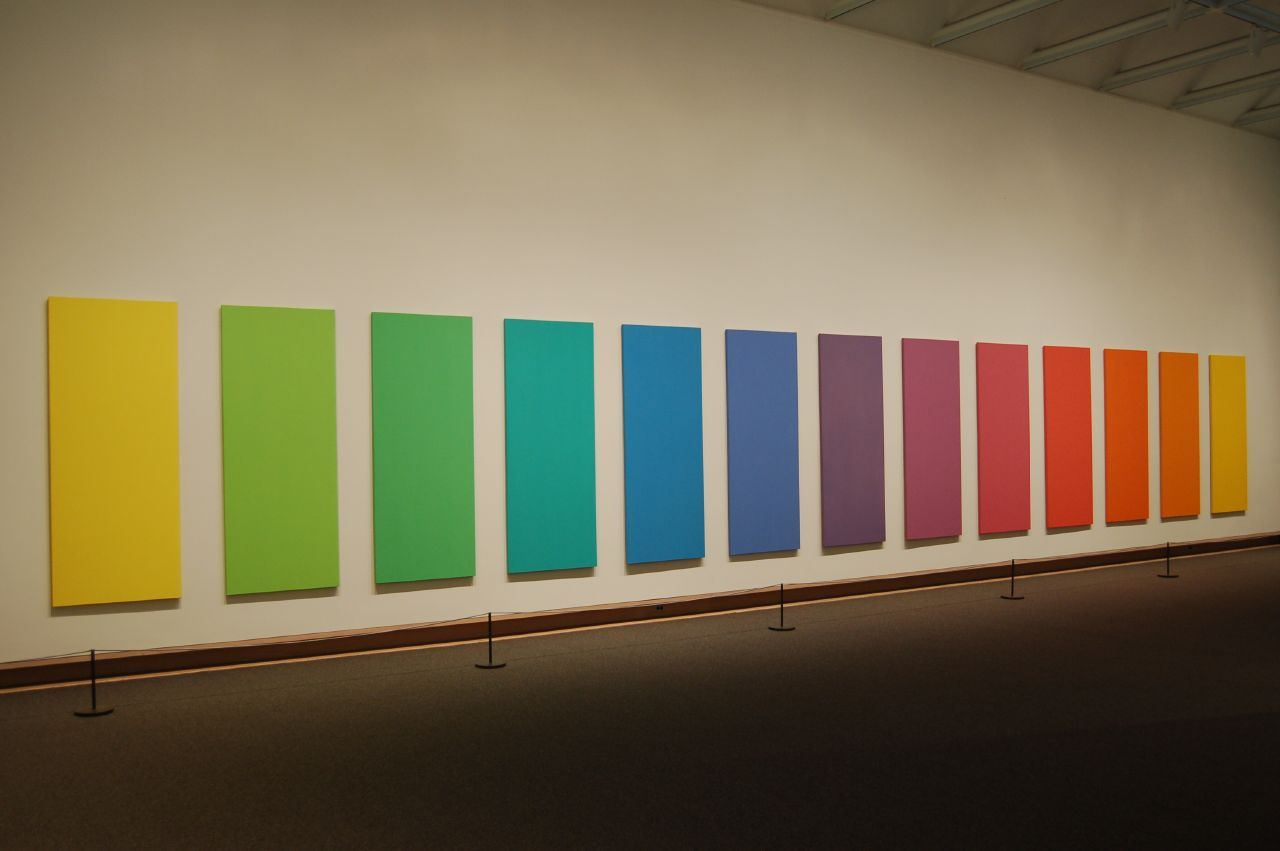
Spectrum V (2007)

Después de dejar la ciudad de Nueva York para dirigirse a Spencertown en 1970, alquiló un antiguo teatro en la cercana ciudad de Chatham, lo que le permitió trabajar en un estudio más espacioso que el que había ocupado anteriormente. Después de trabajar allí durante un año, Kelly se embarcó en una serie de 14 pinturas que se convertirían en la Serie Chatham. Cada obra toma la forma de una ele invertida, y está hecha de dos lienzos unidos, cada lienzo es un monocromo de un color diferente. Las obras varían en proporción y paleta de una a otra y prestó cuidadosa atención al tamaño de cada panel y al color seleccionado para lograr el equilibrio y el contraste entre los dos.
Una serie más grande de doce obras que Kelly comenzó en 1972 y no se completó hasta 1983, Gray se concibió originalmente como una declaración contra la guerra y está desprovista de color. En 1979 usó curvas en pinturas de dos colores hechas de paneles separados.
En pinturas posteriores, Kelly destiló su paleta e introdujo nuevas formas. En cada trabajo, comenzó con un lienzo rectangular que pintó cuidadosamente con muchas capas de pintura blanca; y un lienzo con forma, en su mayoría pintado de negro, se coloca en la parte superior.
En referencia a su propio trabajo, Kelly dijo en una entrevista en 1996: "Creo que lo que todos queremos del arte es una sensación de fijeza, una sensación de oposición al caos de la vida cotidiana. Esto es una ilusión, por supuesto, pero sigues intentando congelar el mundo como si pudieras hacer que dure para siempre. En cierto sentido, lo que he intentado capturar es la realidad del flujo, para mantener el arte en una situación abierta e incompleta, para llegar al éxtasis de ver."
Kelly comentó: "Me di cuenta de que no quería componer fotografías ... Quería encontrarlas. Sentí que mi visión era elegir cosas en el mundo y presentarlas. Para mí, la investigación de la percepción era de gran interés. Ahí estaba. había mucho que ver, y todo me parecía fantástico".
Las obras más conocidas de su último periodo son sus paneles pintados, que consisten en la unión de varios lienzos que en alguna ocasión han llegado a 64; cada lienzo está pintado de un color intenso y diferente, que crea un todo vibrante de cuidado equilibrio.

### Litografías y dibujos
Kelly presentó dibujos de plantas y flores a partir de finales de la década de 1940. Ailanthus (1948) es el primer dibujo de una planta que ejecutó en Boston, Hyacinth (1949) fue el primero que hizo cuando estaba en París. A partir de 1949, mientras vivía en París (e influenciado en esta elección de tema por Henri Matisse y Jean Arp), comenzó a dibujar formas simples de plantas y algas marinas. Los estudios de plantas son, en su mayor parte, dibujos de contorno de hojas, tallos y flores hechos con trazos limpios de lápiz o bolígrafo y centrados en la página.
Emprendió la producción de grabados a mediados de la década de 1960, cuando produjo su Suite de veintisiete litografías (1964–66) con Maeght Éditeur en París. Fue entonces cuando creó su primer grupo de litografías de plantas. A partir de 1970, colaboró principalmente con Gemini G.E.L .. Su serie inicial de 28 litografías de transferencia, titulada Suite of Plant Lithographs, marcó el comienzo de un corpus que crecería hasta 72 impresiones e innumerables dibujos de follajes.
 

En 1971, completó cuatro ediciones de grabados y una edición del múltiple Concorde reflejado en Gemini G.E.L. Su Púrpura / rojo / gris / naranja (1988), con dieciocho pies de largo, puede ser la litografía de una sola hoja más grande jamás realizada. Sus recientes ediciones, The River, States of the River y River II, reflejan la fascinación por el agua que Kelly poseía desde sus primeros días en París. En 1975, Kelly fue el primer artista en exhibir para la serie MATRIX del Museo de Arte del Wadsworth Atheneum. La exhibición mostró la serie de dibujos de Kelly, Corn Stalk y dos de sus esculturas de acero de 1974. 

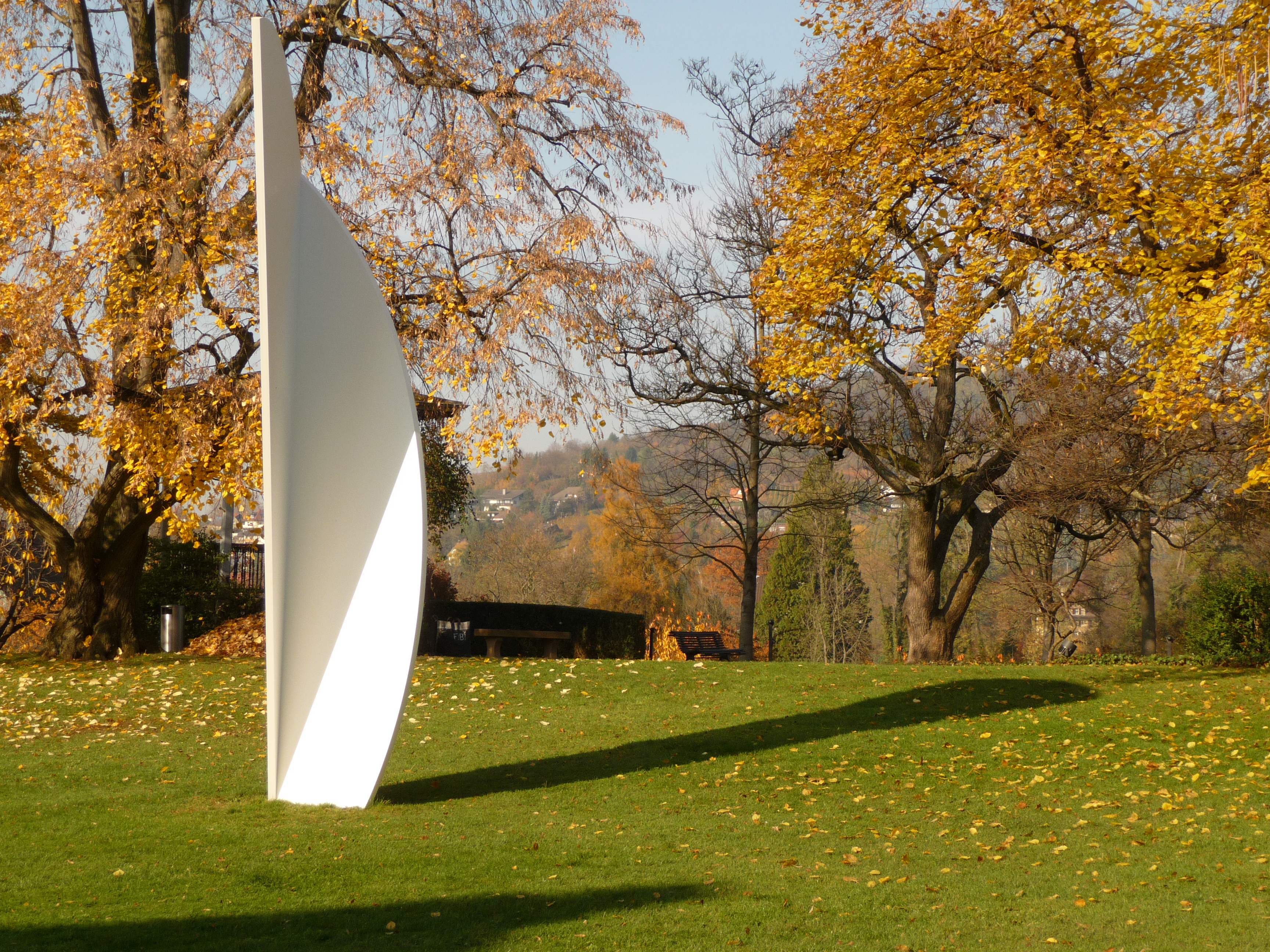
White Curves (2002), fabricado en aluminio blanco, en el jardín de la Fundación Beyeler en Riehen, Suiza.

### Escultura
Aunque Kelly es conocido por sus pinturas, también trabajó en escultura a lo largo de su carrera. En 1958, Kelly concibió una de sus primeras esculturas de madera, Concorde Relief I (1958), un relieve de pared en olmo a escala modesta, que explora el juego visual y el equilibrio entre dos formas rectangulares superpuestas. Realizó 30 esculturas en madera a lo largo de su carrera. A partir de 1959, creó esculturas plegadas independientes. La serie Rocker comenzó en 1959 después de la conversación casual de Kelly con Agnes Martin, quien vivía debajo de él en Coenties Slip en el Bajo Manhattan. Jugando con la tapa de papel de una taza de café para llevar, Kelly cortó y dobló una sección del objeto redondo, que luego puso sobre la mesa y se balanceó de un lado a otro. Poco después, construyó su primera escultura Pony. El título se refiere al caballo de juguete de un niño con soportes oscilantes curvados.
En 1973, Kelly comenzó a hacer regularmente esculturas al aire libre a gran escala. Kelly abandonó las superficies pintadas, en lugar de eso eligió acero sin barnizar, aluminio o bronce, a menudo en configuraciones similares a tótems como Curve XXIII (1981). Mientras que las formas totémicas de sus esculturas independientes pueden medir hasta 15 pies de altura, sus relieves de pared pueden abarcar más de 14 pies de ancho. La escultura de Kelly "se basa en su adhesión a la simplicidad absoluta y la claridad de la forma".
En los años 80, durante este período de su tiempo en Spencertown, el artista dedicó por primera vez tanta energía a sus esculturas como a sus pinturas, y en el proceso acabóproduciendo más del sesenta por ciento de sus 140 esculturas en total.
Kelly creó sus piezas usando una sucesión de ideas en varias formas. Podría haber comenzado con un dibujo, mejorado el dibujo para crear una impresión, haber tomado la impresión y creado una pieza independiente, que luego se convirtió en una escultura. Sus esculturas están destinadas a ser completamente simples y se pueden ver rápidamente, a menudo solo con una mirada. El espectador observa superficies lisas y planas que están aisladas del espacio que las rodea. Esta sensación de simplicidad y minimalismo hace que sea difícil distinguir la diferencia entre el primer plano y el fondo. Blue Disc se incluyó en la exposición seminal de 1966 en el Museo Judío de Nueva York, titulada Primeras estructuras, junto a otros artistas mucho más jóvenes que empezaron a trabajar con formas mínimas.

## Estilo e influencias
William Rubin señaló que "el desarrollo de Kelly había sido dirigido de manera resuelta hacia el interior: ni era una reacción al expresionismo abstracto ni el resultado de un diálogo con sus contemporáneos". Muchas de sus pinturas consisten en un solo color (generalmente brillante), con algunos lienzos que son de forma irregular, a veces llamados "lienzos con forma". La calidad de la línea vista en sus pinturas y en la forma de sus lienzos con formas es muy sutil e implica perfección. Esto se demuestra en su artículo Block Island Study (1959). 
La experiencia de Kelly en el ejército ha sido sugerida como una fuente de la seriedad de sus trabajos. Mientras estuvo en el ejército, Kelly estuvo expuesta e influido por el camuflaje con el que trabajó su batallón específico. Esto le enseñó mucho sobre el uso de la forma y la sombra, así como la construcción y deconstrucción de lo visible. Fue fundamental para su educación temprana como artista. Ralph Coburn, un amigo de Kelly de Boston, le presentó la técnica del dibujo automático durante su visita a París. Kelly abrazó esta técnica de hacer una imagen sin mirar la hoja de papel. Estas técnicas ayudaron a Kelly a aflojar su estilo de dibujo y ampliaron su aceptación de lo que él creía que era arte. Durante su último año en París, Kelly estuvo enfermo y también sufrió depresión; Sims pensó que eso influyó en su uso predominante del blanco y negro durante ese período.
La admiración de Kelly por Henri Matisse y Pablo Picasso es evidente en su trabajo. Se entrenó para ver las cosas de varias maneras y trabajar en diferentes medios debido a su inspiración. Piet Mondrian influyó en las formas no objetivas que usó tanto en sus pinturas como en sus esculturas. Kelly fue influenciado por primera vez por el arte y la arquitectura de las épocas románica y bizantina mientras estudiaba en París. Su introducción al surrealismo y al neoplasticismo influyó en su trabajo y lo llevó a probar la abstracción de formas geométricas.

## Colecciones
En 1957, el Museo Whitney de Arte Americano compró una pintura, Atlantic, que mostraba dos arcos blancos en forma de ola contra negro sólido; fue la primera compra del museo de la obra de Kelly. Hoy en día, su obra se encuentra en muchas colecciones públicas, incluidas las del Centro Pompidou, París, el Museo Nacional Centro de Arte Reina Sofía, Madrid, el gobernador Nelson A. Rockefeller Empire State Plaza Art Collection, Albany, NY y la Tate Modern, Londres. En 1999, el Museo de Arte Moderno de San Francisco anunció que había comprado 22 obras, pinturas, relieves y esculturas, de Ellsworth Kelly. Han sido valorados en más de 20 millones de dólares. En 2003, la Colección Menil recibió la obra de Kelly Tablet, 188 trabajos enmarcados en papel, incluidos bocetos, dibujos preparatorios y collages. Entre los coleccionistas privados notables se incluyen, entre otros, Eli Broad y Gwyneth Paltrow.
Barcelona alberga algunas esculturas de Kelly. En el año 1987 se instaló un monolito de Kelly en la rampa de acceso al Parque de la Creueta del Coll. La base de la pieza de acero corten, denominada Tótem, resulta más pequeña que la parte superior. En el mismo año, en el barrio barcelonés de la Sagrera, se acondicionaron la plaza del General Moragues junto al puente de Bac de Roda con dos piezas de Kelly: un monolito y un diedro. El monolito, de 15 m de altura y de acero inoxidable, destaca por sus líneas verticales con una ligera curva mientras que el diedro de acero cotten tiene forma de aleta.

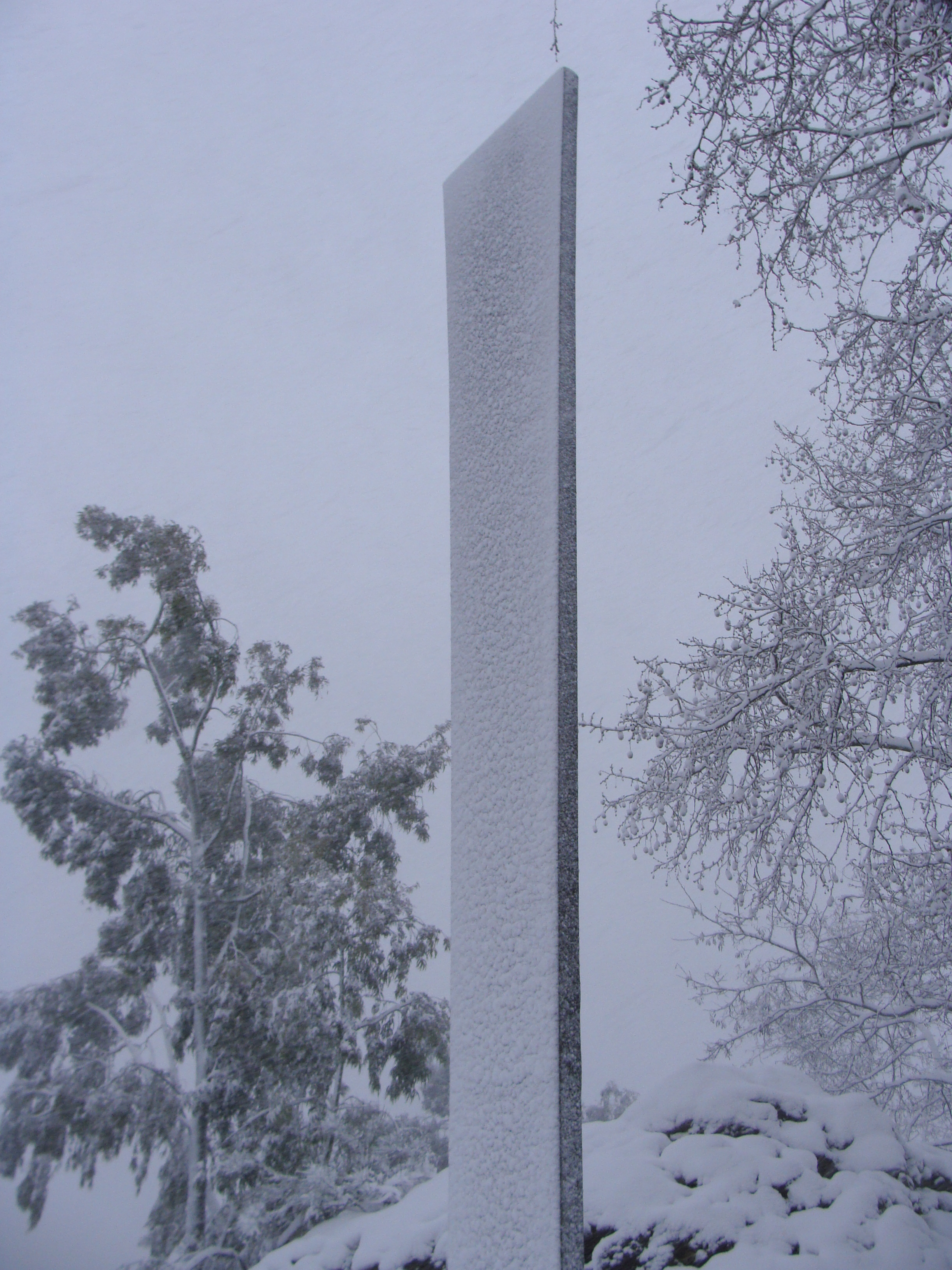
Monolito al Parque de la Creueta del Coll
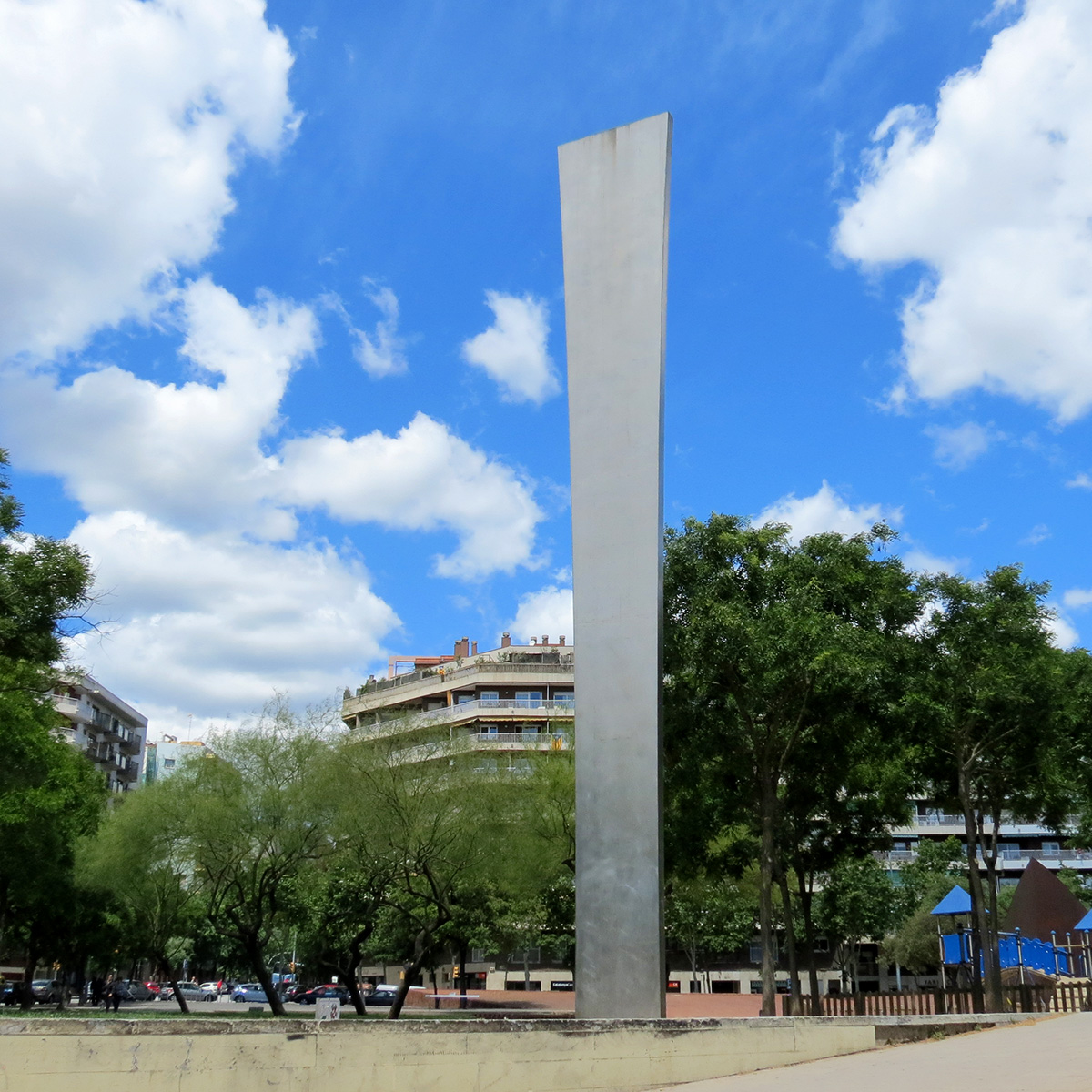
Monolito en la plaza del General Moragues
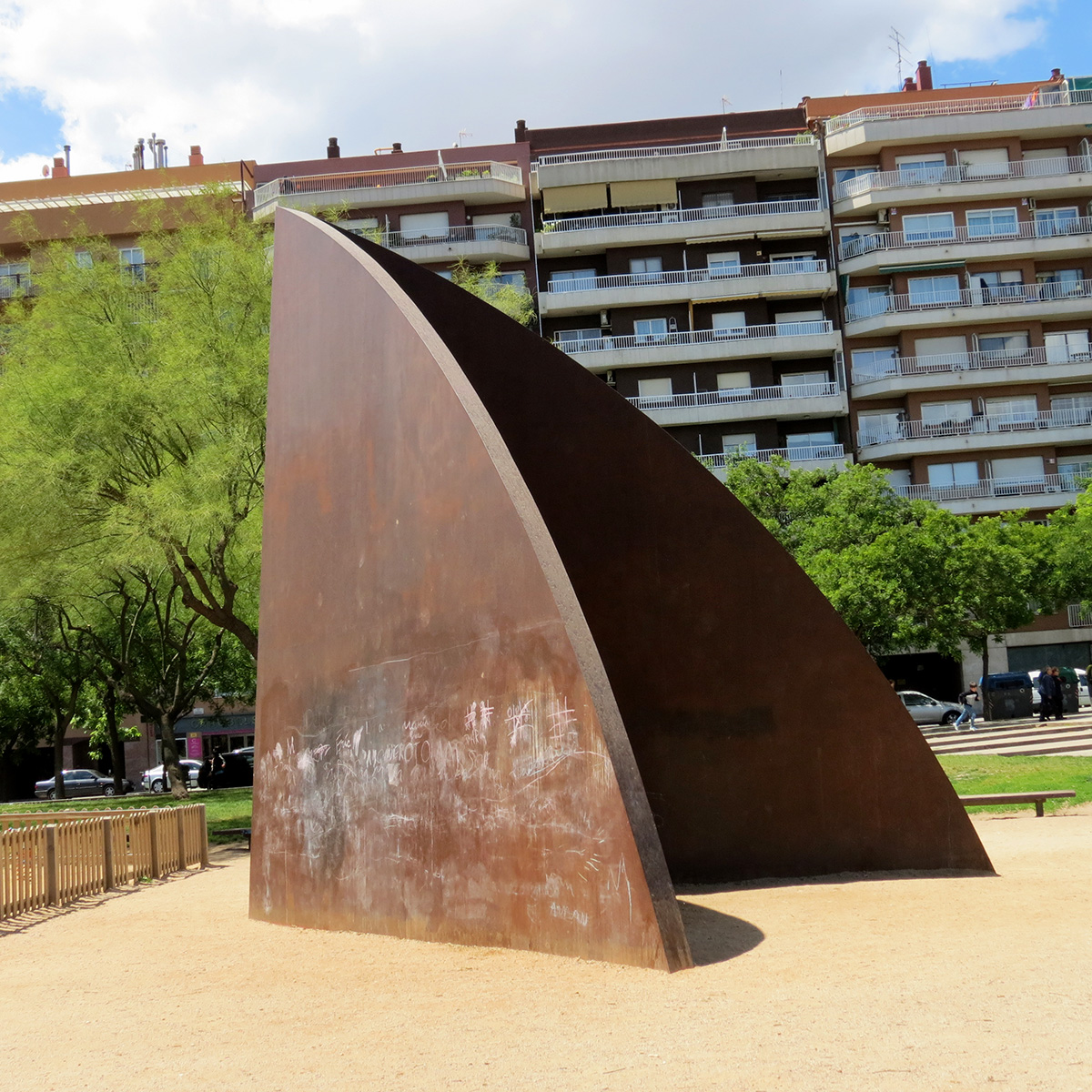
Diedro en la plaza del General Moragues

## Reconocimientos
- 1963: Premio Brandeis Creative Arts, Brandeis University, Waltham, Massachusetts
- 1964: Carnegie International
- 1974: Miembro del Instituto Nacional de Artes y Letras
- 1987: Chevalier de l’Ordre des Arts et des Lettres[46]
- 2000: Praemium Imperiale
- 2013: Doctor honoris causa de letras humanas, Brandeis University, Waltham, Massachusetts
- 2013: Medalla Nacional de las Artes, presentada por el presidente de los Estados Unidos[47]

Kelly también recibió numerosos títulos honoríficos, entre otros del Bard College (1996), Annandale-on-Hudson, Nueva York; [65] el Royal College of Art, Londres (1997); la Harvard University, Cambridge (2003); y el Williams College (2005).

## Mercado del arte
La marchante Betty Parsons le ofreció por primera vez una exposición individual en 1956. En 1965, después de casi una década con Parsons, comenzó a exponer con la Galería Sidney Janis. En los años 70 y 80, su trabajo fue manejado conjuntamente por Leo Castelli y Blum Helman en Nueva York. En 1992, se unió a la Galería Matthew Marks, de Nueva York y Los Ángeles, y a la Galería Anthony d'Offay en Londres. La fachada de la galería de Los Ángeles de Marks se inspiró en el Study for Black and White Panels, un collage que hizo mientras vivía en París en 1954, y una pintura, Black Over White. [67] Desde 1964 produjo grabados y esculturas en Gemini G.E.L. en Los Ángeles y Tyler Graphics Ltd cerca de la ciudad de Nueva York.
En 2014, la pintura de Red Curve (1982) se vendió en una subasta por 4,5 millones de dólares en Christie's, Nueva York. El récord de subasta para una obra de Ellsworth Kelly fue establecido por la pintura de 13 partes Spectrum VI (1969), que se vendió por 5,2 millones de dólares en Sotheby's, New York, el 14 de noviembre de 2007.